# Avril Angers
Pour les articles homonymes, voir Angers (homonymie).
Avril Angers, née le 18 avril 1918 à Liverpool et décédée le 9 novembre 2005 à Londres d'une pneumonie, était une humoriste et actrice anglaise.

## Filmographie partielle
- 1965 : Orgie satanique (Devils of Darkness) de Lance Comfort : Midge
- 1966 : Chaque chose en son temps (The Family Way) de Roy Boulting : Liz Piper